# Kielmeyera albopunctata
Kielmeyera albopunctata är en tvåhjärtbladig växtart som beskrevs av N. Saddi. Kielmeyera albopunctata ingår i släktet Kielmeyera och familjen Calophyllaceae. Inga underarter finns listade i Catalogue of Life.